# Gmina Bollnäs
Gmina Bollnäs (szw. Bollnäs kommun) – gmina w Szwecji, w regionie Gävleborg, siedzibą jej władz jest Bollnäs.
Pod względem zaludnienia Bollnäs jest 94. gminą w Szwecji. Zamieszkuje ją 26 249 osób, z czego 50,5% to kobiety (13 257) i 49,5% to mężczyźni (12 992). W gminie zameldowanych jest 472 cudzoziemców. Na każdy kilometr kwadratowy przypada 14,37 mieszkańca. Pod względem wielkości gmina zajmuje 46. miejsce.